# Davy De Fauw
Davy Remi Camiel De fauw (Gent, Bélgica, 8 de julio de 1981) es un exfutbolista belga que jugaba de defensa.

## Carrera

### Inicios de su carrera en Países Bajos
En 2000 se incorporó al Brujas, pero no jugó ningún partido. En 2001 fue cedido al Sparta Rotterdam, un club neerlandés de la Eredivisie, en ese entonces entrenado por Frank Rijkaard. Jugó siete partidos con su nuevo equipo antes del final de la temporada, en la que el club terminaría descendiendo a la Eerste Divisie. Después del descenso, varios titulares dejaron el club y De Fauw firmó un contrato con el club. Rápidamente se convirtió en un jugador titular del equipo en la defensa. Varios clubes lo querían, pero De Fauw decidió ampliar su contrato hasta el año 2008. Sin embargo, en enero de 2006 anunció que dejaría el club al final de la temporada para unirse al Roda, otro club de la Eredivisie.
En Kerkrade, Davy De Fauw obtuvo inmediatamente un puesto de titular en defensa. En enero de 2008, extendió su contrato con el club hasta 2012. Tres meses más tarde, jugó la final de la Copa de los Países Bajos 2007-08, pero acabaron perdiendo por 2-0 ante el Feyenoord.

### Regreso a Bélgica
En junio de 2011 regresó a Bélgica y se unió al Zulte Waregem, donde firmó un contrato para los próximos tres años. El 20 de junio de 2014 regresó al Brujas. Tras dos temporadas en el club, volvió al Zulte Waregem para la temporada 2016-17 y allí estuvo hasta su retirada en abril de 2020, aunque continuaría en el equipo como entrenador asistente.

## Clubes
| Club                      | País         | Año       |
| ------------------------- | ------------ | --------- |
| Club Brujas               | Bélgica      | 2000-2002 |
| Sparta Rotterdam (cedido) | Países Bajos | 2001-2002 |
| Sparta Rotterdam          | Países Bajos | 2002-2006 |
| Roda JC                   | Países Bajos | 2006-2011 |
| SV Zulte Waregem          | Bélgica      | 2011-2014 |
| Club Brujas               | Bélgica      | 2014-2016 |
| SV Zulte Waregem          | Bélgica      | 2016-2020 |

## Palmarés

### Títulos nacionales
| Título                      | Club             | País    | Año     |
| --------------------------- | ---------------- | ------- | ------- |
| Copa de Bélgica             | Club Brujas      | Bélgica | 2014-15 |
| Primera División de Bélgica | Club Brujas      | Bélgica | 2015-16 |
| Copa de Bélgica             | SV Zulte Waregem | Bélgica | 2016-17 |